# Silvester Pardo
Silvester Pardo o Silvestre Pardo, (Burgos, ca. 1460 - Brujas, 9 de febrero de 1537) fue un importante mercader español afincado en Brujas, en tiempos del emperador Carlos V.

## Vida
Silvester Pardo llegó a establecerse en torno a 1484, el primero de la familia Pardo en Brujas como representante de la "Sociedas de Pardo", el negocio de sus padres en Burgos, Diego Pardo y Teresa Rodrigues de Cisneros. Se convirtió en miembro y pronto cónsul de la nación española en Brujas. Casó en Brujas con Josine Lopez († Brujas, 23 de octubre de 1540). Vivían en una casa grande en el Oosterlingenplein y fueron enterrados en la catedral de San Donaciano, en la Capilla de los Reyes Magos que habían comprado en 1492 como capilla funeraria. Es probable que Silvester fuera representado como donante en la Adoración de los Magos, pintura anónima de Brujas, ahora en el Museo Groeninge, que originalmente estuvo en aquella capilla.
Durante los años en que vivió y trabajó en el barrio español, el humanista Juan Luis Vives (1492-1540) vivió en Brujas e Ignacio de Loyola pasó temporadas en 1528, 29 y 30. No hay documentación, pero, sin embargo, puede considerarse con certeza de que Pardo, en su calidad de cónsul de la nación española, se encontró con ambos.

## Descendencia
La pareja Pardo-López tuvo al menos nueve hijos, seis que casaron favorablemente y tres que aceptaron el estado espiritual.
- Pieter Pardo († 1568) se convirtió en canónigo de la Catedral de San Donaus,
- Josine Pardo († 1526) se casó con Ferdinand d'Acht o d'Ace,
- Diego Pardo († 1559) se casó con Isabelle de Villegas,
- Barbara Pardo († 1548) se casó con Juan de Matança († 1564),
- Silvester Pardo († 1558) se casó con Adrienne de Pesquera,
- Catharina Pardo († 1580) se casó con Juan López Gallo, primer barón de Male († 1571),
- Jan I Pardo (1507-1549) se casó sucesivamente con Catharina van der Vlamincpoorte († 1540) y Godelieve de la Coste.
- Françoise Pardo (ca. 1500-1556) se unió a las hermanas coletinas en 1520 y llegó a abadesa en 1546.
- Marie Pardo se unió a las coletinas en 1522.

Los matrimonios dieron paso a una gran descendencia después de matrimonios favorables con españoles o con familias nobles de Brujas. Durante varios siglos encontraron descendientes de ellos en las administraciones de Brujas. Numerosos miembros de la actual nobleza belga, incluida la reina Mathilde de Bélgica (a través de Juan Lopez Gallo y Catharina Pardo), cuentan con los Pardo-López entre sus antepasados directos.

## Benefactor
En 1530 hizo una donación de 100 florines por año al Convento de la Anunciación. En 1531 donó 400 libras a la ciudad de Brujas para combatir una hambruna. En su testamento, hizo considerables donaciones al convento de los agustinos, el centro espiritual de la nación española en Brujas.
Se preocupó de las necesidades materiales y los intereses del monasterio claretiano, que le recuerda como gran benefactor, que, entre otras cosas, habría construido la enfermería a sus expensas.
Cuando su hija menor quiso ingresar en ese monasterio, se topó con la regla que prohibía que dos hermanas ingresaran en el mismo monasterio. Los religiosos se opusieron, incluida la misma Françoise Pardo, cuyo diario menciona que preferiría enfrentarse a la ira de su padre. La entrada de Marie fue rechazada. Pero Pardo solicitó al mismo emperador Carlos V la excepción. La solicitud de dispensa fue firmada por el joven emperador el 26 de mayo de 1522, como consta en los archivos de las coletinas. Para esta 'petición respetuosa' que obviamente significaba una orden, la regla tuvo que ceder y Marie Pardo fue aceptada. Françoise Pardo fue la décima abadesa del monasterio desde 1546 hasta 1557.